# Leandro Lessa Azevedo
Leandro Lessa Azevedo (sinh ngày 13 tháng 8 năm 1980) là một cầu thủ bóng đá người Brasil.

## Sự nghiệp câu lạc bộ
Leandro Lessa Azevedo đã từng chơi cho Tokyo Verdy.

## Thống kê câu lạc bộ

### J.League
| Đội         | Năm       | J.League | J.League | J.League Cup | J.League Cup | Tổng cộng | Tổng cộng |
| Đội         | Năm       | Trận     | Bàn      | Trận         | Bàn          | Trận      | Bàn       |
| ----------- | --------- | -------- | -------- | ------------ | ------------ | --------- | --------- |
| Tokyo Verdy | 2008      | 22       | 2        | 5            | 0            | 27        | 2         |
| Tokyo Verdy | 2009      | 32       | 7        | -            | -            | 32        | 7         |
| Tổng cộng   | Tổng cộng | 54       | 9        | 5            | 0            | 59        | 5         |